# Town and gown
Der englische Begriff town and gown (zu deutsch etwa Städter und Akademiker) bezeichnet zwei unterschiedliche bis gegensätzliche Personengruppen in Universitätsstädten: die nicht-akademischen Bürger und Stadtbewohner auf der einen sowie die Studenten, Absolventen und Universitätsangehörigen auf der anderen Seite. Er wird vor allem im Zusammenhang mit älteren britischen Bildungsstädten wie Oxford, Cambridge, Durham oder St Andrews verwendet und war nicht selten Inbegriff für konfliktreiche Geschehnisse.
Als Erweiterung dazu bezeichnet der Begriff in den Vereinigten Staaten heute regelmäßig die Beziehung und Kooperation zwischen einer Stadt und der lokalen Universität. Synonym hierzu wird auch der Begriff „engaged university“ benutzt.

## Ursprung

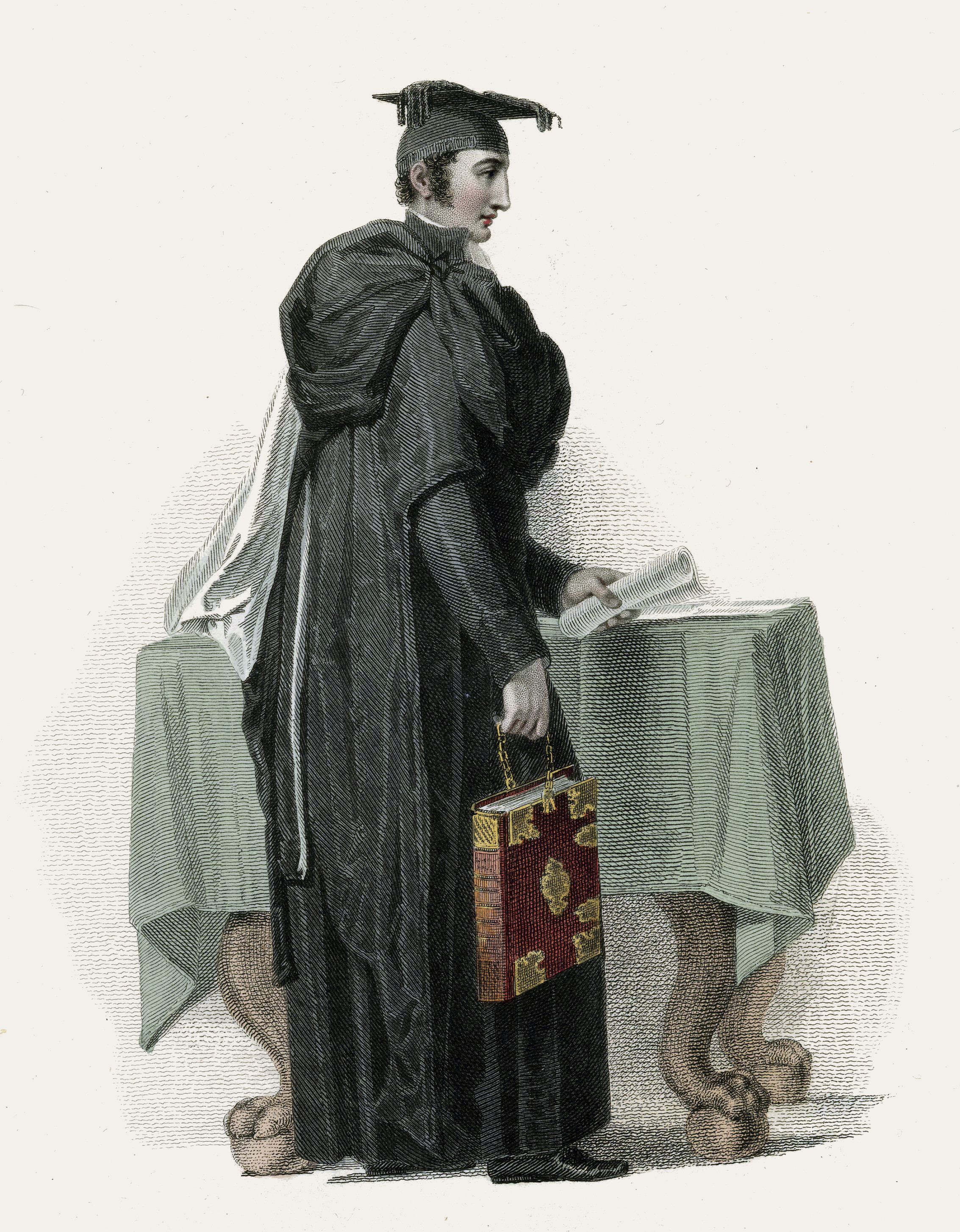
Historische akademische Kleidung in Cambridge

Im Mittelalter hatten Studierende europäischer Universitäten häufig den gesellschaftlichen Status niederer Kleriker und trugen dementsprechend Kleidung ähnlich der Kleidung Geistlicher. Aus diesen liturgischen Gewändern entstand schließlich der auch heute noch gebräuchliche Talar. Da es in Universitätsgebäuden häufig kalt und windig war, wurde das Tragen dieser Kleidung schnell zur Tradition und zum sozialen Statussymbol. Hierdurch unterschieden sich Studenten und Akademiker optisch von den übrigen Bewohnern der jeweiligen Stadt.

## Historische Entwicklung

### Mittelalter
Im Gegensatz zu antiken Institutionen wie der Platonischen Akademie in Griechenland, die noch außerhalb der Stadtmauern Athens errichtet wurde, wurden mittelalterliche Universitäten häufig im Stadtgebiet oder gar Stadtzentrum angesiedelt. Dadurch waren sie an die benötigte innerstädtische Infrastruktur und Konsumgüterversorgung angeschlossen. Da die Grundstücke und Ausstattungen in der Regel durch die römisch-katholische Kirche finanziert wurden, waren die Universitäten dennoch unabhängig von den Gemeinden und zivilen Behörden. Das mittelalterliche Studium war daher durch die Kirche geschützt und die Gelehrten unterstanden oftmals nicht zivilem Recht.
Das Verhältnis zwischen Universitäten und Gemeinden war daher konfliktreich und führte bei zunehmender Unabhängigkeit, Privilegierung und Abschottung der Universitäten zu wachsenden Spannungen. Auch die steten Übergriffe von Universitäten und deren Angehörigen führten zu Auseinandersetzungen zwischen Stadtbewohnern und Akademikern. Durch die damals allgemeine Verkehrssprache Latein, die von städtischen Bewohnern in der Regel nicht gesprochen wurde, entstanden zusätzliche Barrieren, da viele Studenten aus dem Ausland kamen. Daher ergab sich mit der Zeit ein Verhältnis, das aus Arroganz auf der einen und Unmut auf der anderen Seite geprägt war.
Sobald die Gelehrten privilegierte Rechte und Autoritäten erhielten, verhandelten sie mit der Gemeinde faire Mieten für Hörsäle und drohten mit Wegzug, sollten die Gemeinden ihren Forderungen nicht nachkommen. Prominente Beispiele hierfür sind die Universität Lissabon, die zeitweise nach Coimbra umzog, oder die Universität Paris, die nach einem Aufstand für zwei Jahre die Stadt verließ. Später wurden verstärkt auch päpstliche Bullen erlassen, um den Universitäten Privilegien gegenüber Städten, Gemeinden und Bürgern zuzusprechen und Städte zum Widerruf von Strafen und Verordnungen gegen Universitäten zu zwingen. Eine Bestrafung der Studierenden und Gelehrten war daher in den meisten Fällen nur vor Kirchengerichten und unter dem Codex Iuris Canonici möglich.
Dies führte häufig zum Missbrauch der Privilegien und zu kriminellen Taten seitens der Studierenden, was wiederum gewalttätige und nicht selten tödliche Konflikte und Aufstände hervorrief. Berühmt ist bis heute der Aufruhr am Sankt-Scholastika-Tag in Oxford, der 1355 zwischen Bewohnern der Stadt und Studenten der University of Oxford entstand und zu über 90 Todesfällen führte. Bestraft wurden hierbei lediglich die städtischen Ratsmitglieder, während der Universität weitere Privilegien eingeräumt wurden.
Andere Konflikte wiederum haben gar historisches Ausmaß. Ein früherer Konflikt in Oxford 1209 führte dazu, dass einige Gelehrte nach Cambridge flohen und dort die University of Cambridge gründeten. Auch dort gerieten die Studenten mit den Stadtbewohnern aneinander, sodass erneut spezielle Privilegien an die Universität vergeben wurden, die wiederum maßgeblich für den bis heute andauernden Erfolg sind. Nach einem Aufstand in Paris 1229 wurden einige Studenten durch eine Art Bürgergarde getötet, nachdem Königin Blanka von Kastilien eine Bestrafung gefordert hatte. Als Konsequenz schloss die Universität für zwei Jahre, wodurch Papst Gregor IX. ihr 1231 schließlich erweiterte Rechte zusprach und sie der Verantwortung und Strafgerichtsbarkeit lokaler Behörden entzog.
Erst im 15. Jahrhundert beendeten einige Machthaber den Einfluss der Universitäten und ordneten eine Einschränkung studentischer Proteste an. Fortan unterstanden Universitäten der jeweiligen Staatsgewalt, was deren Verhältnis zu Städten und Bürgern deutlich verbesserte und zu zahlreichen bis heute üblichen Charakteristika führte, etwa zum Bereitstellen von Krediten oder Wohnheimen.

### Frühe Neuzeit

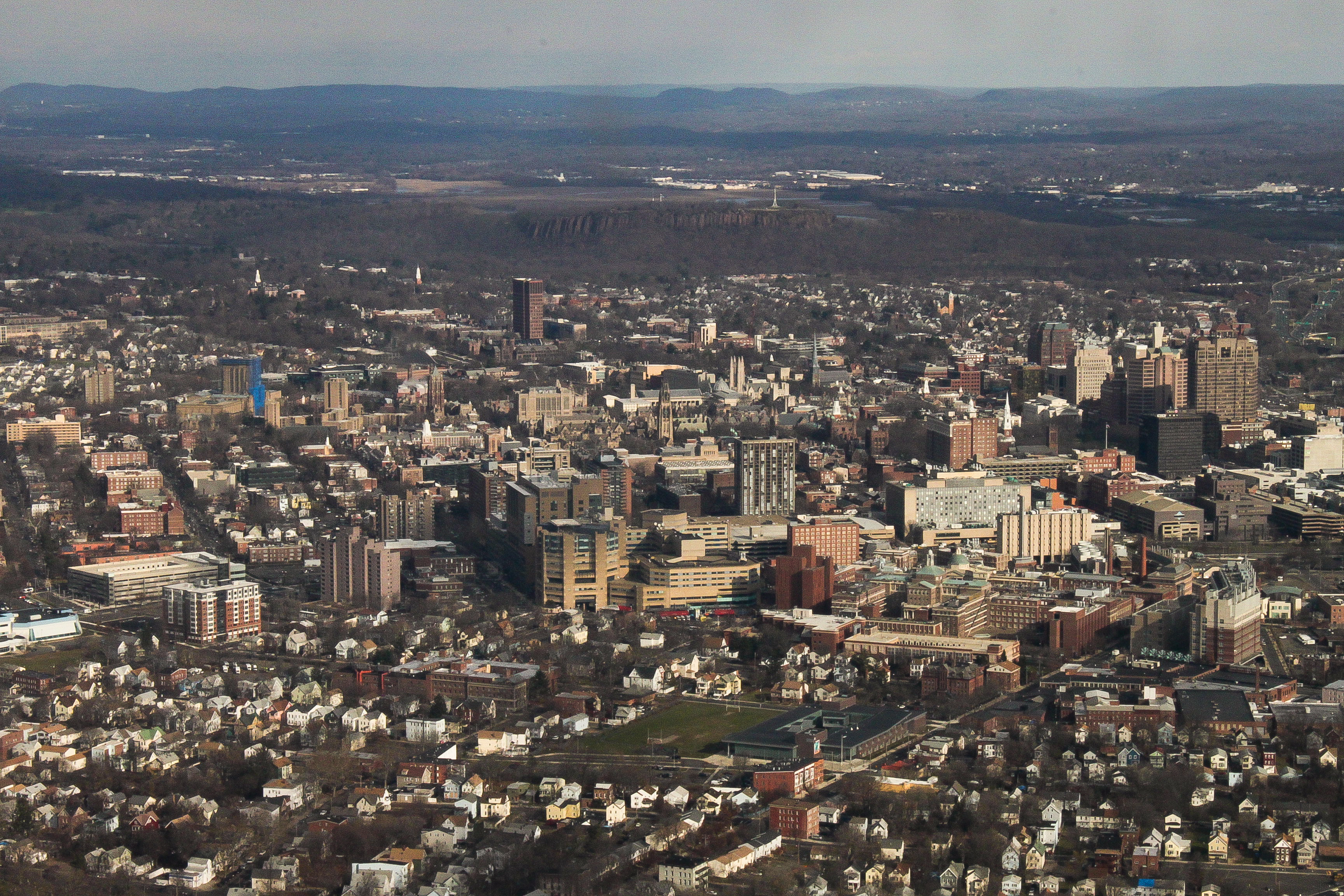
Der stadtbildprägende Campus der Yale University

In den nachfolgenden Jahrhunderten nahm die Anzahl dieser und ähnlicher Konflikte ab. Gewaltsame Konflikte zwischen Studenten und Bürgern kamen in der Frühen Neuzeit seltener vor, jedoch entwickelte sich nun zunehmend auch angespannte Situationen an den jüngeren Universitäten in den Vereinigten Staaten. Im Gegensatz zu vielen klassischen europäischen Vorbildern haben amerikanische Universitäten meist einen großen Campus und befinden sich nicht selten in kleineren Ortschaften, in denen die Studierendenschaft einen beträchtlichen Teil der Einwohnerzahl ausmacht und die Universität der mit Abstand größte lokale Arbeitgeber ist. Diese Konzentrierung auf eigene Campus führte nicht selten zu Unmut in der lokalen Bevölkerung, da die Ansiedlung und Expansion der Universitäten ganze Viertel verändern oder gar entfremden konnte, jedoch häufig auch zu wirtschaftlichem und demographischem Wachstum führte. Zwei bekannte Beispiele sind die damals ländlichen Ortschaften Cambridge in Massachusetts (Sitz der Harvard University seit 1636 sowie des MIT seit 1861) und New Haven in Connecticut (Sitz der Yale University seit 1716), die sich durch die Ansiedlung der Universitäten rasch zu Großstädten entwickelten.
Vor allem in New Haven gab es ab 1753 zunehmend Auseinandersetzungen zwischen den Studenten und der Bevölkerung. Vorausgegangen war eine Entscheidung von Universitätspräsident Thomas Clap, fortan separate Gottesdienste für Studenten anzubieten, was in der Bevölkerung für Unmut und ein gespaltenes Verhältnis zu den Studierenden sorgte. In den folgenden Jahrzehnten bis in die Moderne hinein gab es dort immer wieder auch Zusammenstöße mit Beamten oder Militärangehörigen.

### Moderne

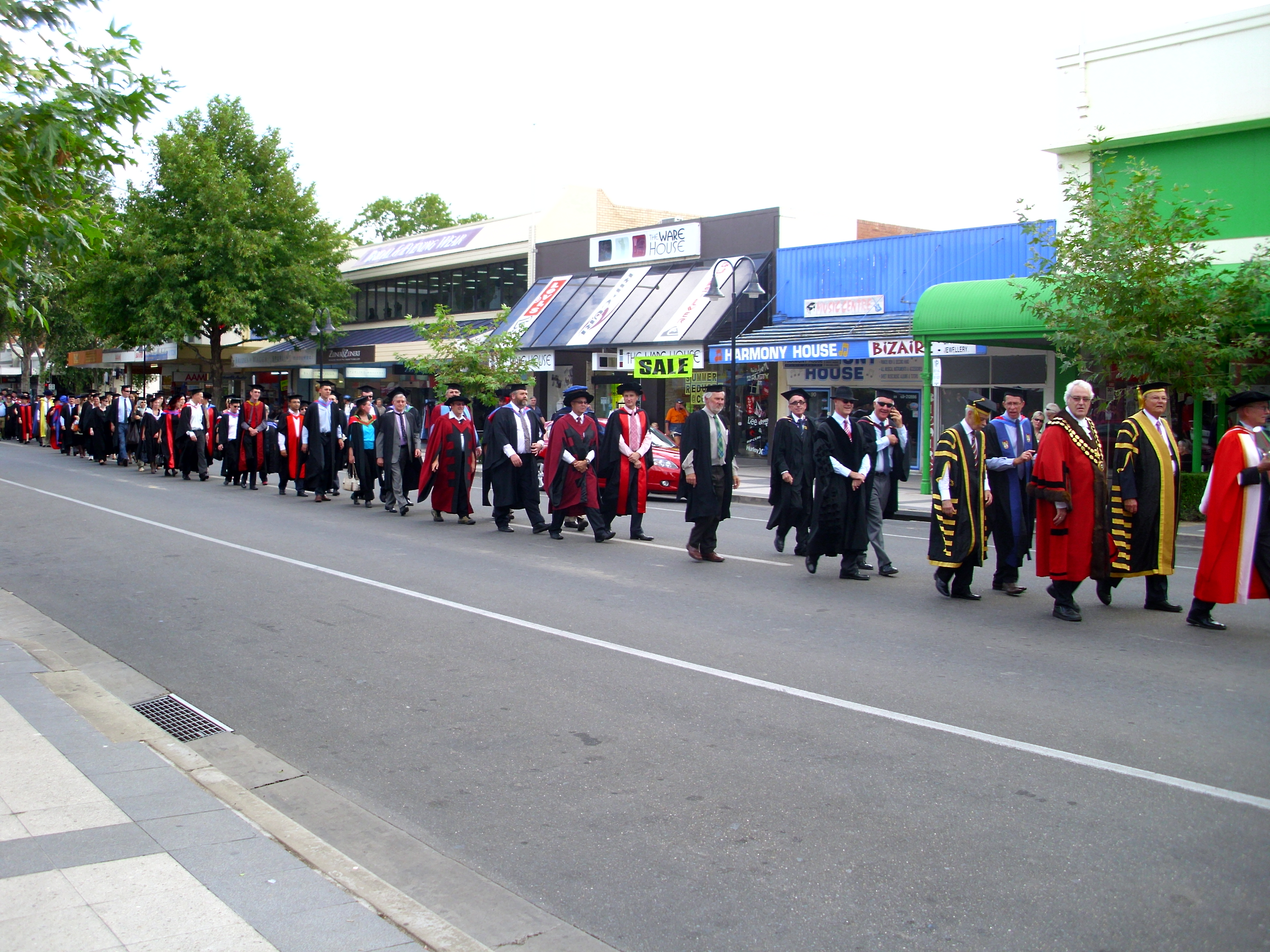
Town and gown-Prozession der australischen Charles Sturt University

Vor allem nach dem Zweiten Weltkrieg und im späten 20. Jahrhundert nahm die Anzahl der Studierenden weltweit rasant zu, wodurch immer mehr Wohnheime und studentische Unterkünfte auch außerhalb der Campus errichtet wurden. Die hierdurch erfolgte Vermischung von Studierenden und Bürgern hat das Verhältnis weiter gemildert, wenngleich hierdurch neue Probleme wie etwa ein erhöhtes Verkehrsaufkommen, eine stärkere Geräuschkulisse oder steigende Mietpreise entstanden.
Zudem äußerte sich Unmut nun zunehmend in Form von Studentenbewegungen und ähnlichen Protestformen. Prominente Beispiel hierfür sind etwa das Free Speech Movement, die Westdeutsche Studentenbewegung der 1960er Jahre oder der Pariser Mai 1968, die sich terminologisch jedoch stark vom klassischen Begriff des town and gown abgrenzen.
Eher noch mit diesem Begriff verbunden sind ausschweifende Studentenpartys, die beispielsweise in den USA vor allem unter Beteiligung der außerhalb des Campus gelegenen Fraternities und Sororities stattfinden. Da Verhalten dieser Art in Campusnähe in der Regel untersagt ist, bewegen sich derartige Aktivitäten häufig in umliegende Wohnbezirke. Nicht selten nehmen über 1000 Gäste an solchen Partys teil und geraten auch durch den Alkoholkonsum in Konflikte mit der Nachbarschaft.
Darüber hinaus entstanden ebenfalls in den USA auch öffentliche Debatten über die Vor- und Nachteile der Town and gown-Verbindung. Wachsende Universitäten beanspruchten immer größere Grundstücke, die dann potenziellen Steuerzahlern nicht zur Verfügung standen und aufgrund der Steuerbefreiung von Universitäten auch keine Grundsteuer erzielen; zugleich nehmen Universitäten aber auch öffentliche Dienste wahr und stellen Arbeitsplätze bereit, wodurch sie die lokale Wirtschaft stärken. Dieses starke Wachstum der Universitäten ermöglichte zudem auch zuvor bildungsfernen Bevölkerungsschichten wie etwa Migranten oder ethnischen Minderheiten erstmals einen Zugang zur höheren Bildung.
Mittlerweile hat sich zwischen den meisten Städten und den lokalen Universitäten ein kooperatives Verhältnis entwickelt, das auch Bereiche wie die Stadt- und Stadtteilentwicklung, Infrastruktur, Internationalisierung, soziale Gerechtigkeit, Sport oder Technologie umfasst. Aufgrund unterschiedlicher Prioritäten war und ist diese Zusammenarbeit jedoch nicht immer einfach.

### Zukunft
Im Laufe des späten 20. und des 21. Jahrhunderts entstanden neue Studienmethoden wie etwa das Fern- oder Onlinestudium, die eine physische Präsenz der Studierenden nicht mehr oder nur zu persönlichen Gesprächen beispielsweise mit Professoren oder Tutoren voraussetzten. Nach der Fernuniversität etabliert sich zunehmend auch die virtuelle Universität, die nicht einmal mehr über die physischen Hochschulgebäude verfügt. Bekannte und erfolgreiche Beispiele beider Arten sind die Indira Gandhi National Open University als weltweit größte Universität mit 3 Millionen Studierenden, die Universität von Südafrika mit über 330.000 Studierenden, The Open University als größte Universität Englands mit fast 170.000 Studierenden oder die Fernuniversität in Hagen als größte deutsche Universität mit über 76.000 Studierenden.
Durch diese Entwicklung verändert sich der Charakter der Town and gown-Beziehung, da es weniger Berührungspunkte zwischen Einheimischen und Studierenden gibt und auch weniger räumliche, technische und urbane Infrastruktur benötigt wird, wenngleich weiterhin viele Arbeitsplätze geschaffen werden.

## Städtebauliche Auswirkungen
In Städten mit mittelalterlichen Universitäten können Auswirkungen dieser Abgrenzung zwischen Studierenden und Stadtbewohnern auch heute noch im Stadtbild erkannt werden. In der schwedischen Universitätsstadt Uppsala wurden die Häuser der geistlichen, königlichen und akademischen Bewohner in der Regel westlich des Flusses Fyrisån errichtet, während der Rest der Stadt inklusive der meisten kommerziellen Aktivitäten sich östlich befand. Der Dom zu Uppsala, das Schloss Uppsala, die Universitätsbibliothek Carolina Rediviva sowie die meisten Gebäude der Universität Uppsala wie etwa das Gustavianum befinden sich auch heute noch auf den Hügeln im Westen der Stadt.
Gegensätzliche Beispiele sind klassische Universitätsstädte wie Cambridge, Oxford, Paris oder Rom, deren Universitäten in der Regel keine Campusuniversitäten sind, sondern sich über zahlreiche Gebäude im Stadtzentrum und darüber hinaus erstrecken und das gegenwärtige Stadtbild stark beeinflussen.

## Trivia
Seit 1982 findet jährlich der Langstreckenlauf Town and Gown 10k Series statt, der heute in Cambridge, Leicester und Oxford mehrere tausend Teilnehmer hat. Sämtliche Einnahmen kommen der Organisation Muscular Dystrophy UK zugute. Bis 2019 wurden so über 2 Mio. Pfund gesammelt.
Der Debattierclub Oxford Union veranstaltet jährlich das Boxturnier Town v. Gown, bei dem Studierende aus dem Oxford University Amateur Boxing Club gegen lokale Boxer antreten.
Seit 2008 besteht die International Town & Gown Association, die Gemeinden sowie deren ansässige Institutionen der höheren Bildung zu Herausforderungen, Problemen und Möglichkeiten berät. Sie veranstaltet jährlich eine Konferenz, der Universitäten verschiedener Länder beiwohnen.